# هارولد فولر ماكورميك
هارولد فولر ماكورميك (بالإنجليزية: Harold Fowler McCormick)‏ هو لاعب كرة مضرب ورائد أعمال أمريكي، ولد في 2 مايو 1872 في الولايات المتحدة، وتوفي في 16 أكتوبر 1941 في بيفرلي هيلز في الولايات المتحدة.